# Rhenanida
Los renánidos (Rhenanida) son un orden extinto de peces placodermos que vivieron en el Devónico, se caracterizan por un escudo cefálico largo, con ojos y fosas nasales orientados principalmente hacia el dorso y se considera como basales junto con otros órdenes. También presentan una mandíbula muy aplanada similar a la de un rayo, poseen una placa craneal única y suborbitales. Presentan órbitas dorsales, fosas nasales y una hendidura branquial única.
También poseen un cuerpo plano de cuerpo aplanado y en forma de raya, tienen aletas pectorales agrandadas, presentan ojos y fosas nasales dorsales y el cráneo estaba cubierto por algunos huesos dérmicos y numerosas teselas pequeñas. Sus fósiles se distribuyen en Europa, Asia y América donde géneros como Nefudina, los elementos vertebrales cartilaginosos se fusionan antes de la osificación pericondrial. La mayoría de sus géneros se agrupan en la familia Asterosteidae, convirtiendo al orden en probablemente monotípico.